# Cyrtodactylus wetariensis
Cyrtodactylus wetariensis är en ödleart som beskrevs av  Dunn 1927. Cyrtodactylus wetariensis ingår i släktet Cyrtodactylus och familjen geckoödlor. IUCN kategoriserar arten globalt som otillräckligt studerad. Inga underarter finns listade i Catalogue of Life.